# Бела Ребро
Бела Ребро (угор. Rebró Béla, нар. 20 січня 1904, Будапешт — пом. 1970) — угорський футболіст, що грав на позиції півзахисника. Дворазовий чемпіон Угорщини у складі «Хунгарії». Виступав за національну збірну Угорщини.

## Клубна кар'єра
З 1924 року грав за столичний МТК. Частково застав золоту еру клубу, коли команда 10 сезонів поспіль ставала чемпіоном Угорщини. Ребро долучився до останньої з цих перемог  — в 1925, зігравши у сезоні 4 матчі. Також став володарем Кубка Угорщини цього сезону, завдяки перемозі у фіналі над «Уйпештом» (4:0) (хоча сам фінал відбувся з запізненням на початку 1926 року). В сезоні 1925/26 Ребро уже був гравцем основного склад, як і в двох наступних. Бела відзначався насамперед надійною грою в обороні, жагою до боротьби і невтомністю, на атаку він грав не так ефективно.
З введенням професіоналізму команда МТК отримала приставку до назви «Хунгарія» і втратила одноосібне лідерство в країні,  далася в знаки і зміна поколінь у команді. Тим не менше, з трійки найкращих клуб не випадатиме, борючись за чемпіонство з «Ференцварошем» і «Уйпештом». Успішною ця боротьба стала для команди в 1929 році, коли «Хунгарія» під керівництвом тренера Бели Ревеса  на одне очко випередила «Ференцварош». В цьому сезоні Ребро зіграв 8 матчів. 
Ще один трофей до свого доробку Ребро додав у 1932 році. «Хунгарія» перемогла у фіналі «Ференцварош» . Перший матч за участі Бели завершився нічиєю 1:1, а у переграванні уже без його безпосередньої допомоги «Хунгарія» перемогла 4:3. В 1927 – 1929 роках Ребро зіграв 5 матчів у Кубку Мітропи, престижному міжнародному турнірі для найсильніших команд центральної Європи.  
У подальшому виступав у командах «Шорокшар» і «Керюлеті». 

## Виступи за збірну
4 жовтня 1925 року дебютував в офіційних матчах у складі національної збірної Угорщини в грі проти збірної Іспанії (0:1). Загалом у 1925 – 1927 роках відіграв за команду в шести поєдинках. За його участі збірна двічі програла і здобула 4 перемоги, серед них погром збірної Франції з рахунком 13:1в 1927 році.
В 1927 році також зіграв у товариському матчі між командами професіоналів Угорщини і Австрії, який завершився нічиєю 1:1, і котрий не входить до офіційного реєстру, хоча у ньому грали провідні футболісти обох країн. 

## Тренерська кар'єра
В 1934 – 1936 роках тренував клуб «Сегед» з однойменного міста. В 1935 році команда зайняла на той момент найвище місце в угорській першості — четверте, завдяки чому єдиний раз у своїй історії кваліфікувалась до Кубку Мітропи. В першому раунді турніру «Сегед» потрапив на сильного суперника — празьку «Славію» і двічі йому поступився 1:4, 0:1. 

## Досягнення
- Чемпіон Угорщини: 1924–25, 1928–29
- Срібний призер Чемпіонату Угорщини: 1925–26, 1927–28, 1930–31
- Бронзовий призер Чемпіонату Угорщини: 1926–27, 1929–30, 1931–32
- Володар Кубка Угорщини: 1925, 1932

## Статистика виступів за збірну
| Дата       | Місто    | Господарі | Результат | Гості    | Турнір           | Голи | Примітки |
| ---------- | -------- | --------- | --------- | -------- | ---------------- | ---- | -------- |
| 04/10/1925 | Будапешт | Угорщина  | 0 – 1     | Іспанія  | товариський матч | -    | 25' 29'  |
| 14/02/1926 | Брюссель | Бельгія   | 0 – 2     | Угорщина | товариський матч | -    |          |
| 02/05/1926 | Будапешт | Угорщина  | 0 – 3     | Австрія  | товариський матч | -    | 14'      |
| 19/09/1926 | Відень   | Австрія   | 2 – 3     | Угорщина | товариський матч | -    |          |
| 14/11/1926 | Будапешт | Угорщина  | 3 – 1     | Швеція   | товариський матч | -    | 37'      |
| 12/06/1927 | Будапешт | Угорщина  | 13 – 1    | Франція  | товариський матч | -    |          |
| Усього     |          | Матчів    | 6         |          | Голів            | 0    |          |